# Sân bay Kim Môn
Sân bay Kim Môn (tiếng Trung: 金門尚義機場) (IATA: KNH, ICAO: RCBS) là một sân bay dân dụng ở Kim Môn, tỉnh Phúc Kiến, Đài Loan (Trung Hoa Dân quốc). Sân bay này được xây năm 1994 làm sân bay dân dụng ở khu vực phía đông bắc của sân quân sự. Sân bay Kim Môn có một đường băng dài 3000 m, rộng 45 m. Sân bay này phục vụ trung bình 1,2 triệu lượt khách mỗi năm.

## Các hãng hàng không và các điểm đến
| Hãng hàng không   | Các điểm đến                                               |
| ----------------- | ---------------------------------------------------------- |
| Mandarin Airlines | Đài Trung, Đài Bắc - Tùng Sơn                              |
| TransAsia Airways | Cao Hùng, Đài Bắc - Tùng Sơn                               |
| Uni Air           | Gia Nghĩa, Cao Hùng, Đài Trung, Đài Nam, Đài Bắc- Tùng Sơn |